# Lakewood (Nova York)
Lakewood és una població dels Estats Units a l'estat de Nova York. Segons el cens del tenia 3.258 habitants.

## Demografia
Segons el cens del 2000, Lakewood tenia 3.258 habitants, 1.474 habitatges, i 909 famílies. La densitat de població era de 638,5 habitants/km².
Dels 1.474 habitatges en un 25,7% hi vivien nens de menys de 18 anys, en un 49,5% hi vivien parelles casades, en un 9,2% dones solteres, i en un 38,3% no eren unitats familiars. En el 34,3% dels habitatges hi vivien persones soles el 18% de les quals corresponia a persones de 65 anys o més que vivien soles. El nombre mitjà de persones vivint en cada habitatge era de 2,21 i el nombre mitjà de persones que vivien en cada família era de 2,84.
Per edats la població es repartia de la següent manera: un 22,1% tenia menys de 18 anys, un 5,8% entre 18 i 24, un 24,9% entre 25 i 44, un 27,3% de 45 a 60 i un 19,8% 65 anys o més.
L'edat mediana era de 43 anys. Per cada 100 dones de 18 o més anys hi havia 83,1 homes.
La renda mediana per habitatge era de 40.364 $ i la renda mediana per família de 51.615 $. Els homes tenien una renda mediana de 40.794 $ mentre que les dones 26.829 $. La renda per capita de la població era de 24.566 $. Entorn del 3,5% de les famílies i el 5,5% de la població estaven per davall del llindar de pobresa.